# Liga Belga de Fútbol Sala
La Liga Belga de Futsal es el campeonato nacional de fútbol sala en Bélgica. Está organizada por dos organismos concurrentes: la Association Belge de Football en Salle (Asociación Belga de Fútbol Sala) y la Union Royale Belge des Sociétés de Football Association (Real Unión Belga de Sociedades de Fútbol).
Hasta la fecha, la ABFS se ha mostrado reticente a fusionarse con la URBSFSA, alegando la dificultad que ello conllevaría teniendo en cuenta las diferencias culturales de las provincias afiliadas a la ABFS.

## Liga ABFS
La ABFS organiza una Liga Nacional y una Copa de Bélgica desde 1971. A partir de 1978 se instauró el formato actual, en el que existen a nivel provincial dos organismos que actúan bajo la ABFS: la Ligue Francophone de Football en Salle, cuyas afiliaciones se corresponden con la Comunidad Francesa de Bélgica, donde predomina el idioma francés; y la Vlaamse Zaalvoetbalbond, que abarca la Comunidad Flamenca de Bélgica.
La ABFS cuenta con una serie única de primera división, seguida por tres series de segunda y cinco series de tercera. Los cuatro primeros clasificados de primera al término de la competición regular se enfrentarán en una fase de eliminatorias y el vencedor será oficialmente vencedor de la liga. Los dos últimos bajarán estrictamente a segunda mientras que el antepenúltimo disputará el playoff de ascenso junto a los tres primeros clasificados de 2.ª A, 2.ª B y 2.ª C.

## Liga URBSFA
Organizada por la Federación Belga de Fútbol y por tanto afiliada a la UEFA, lo que permite a sus equipos poder disputar competiciones europeas como la Copa de la UEFA de fútbol sala. La URBFSFA no fue creada hasta 1992, por lo que antes de esa fecha los equipos tan solo podían competir en la ABFS. No obstante tras la creación de una liga oficial de la URBSFA más de 1000 equipos de la ABFS se mudaron a la URBSFA viendo el abanico de posibilidades que ésta aportaba.
La primera división está compuesta por una serie única de 14 equipos. La segunda está compuesta por 28 equipos divididos en dos series (A y B) y la tercera contiene 54 equipos en tres series (A, B y C). Existe una división de Promesas, donde juegan los equipos filiares.
Cada equipo se ha de enfrentar dos veces al resto, una en casa y otra fuera. Desde la temporada 2001/2002, al término de la temporada regular los cuatro primeros clasificados se enfrentan entre sí en los playoffs por el título.
Los dos últimos clasificados descienden automáticamente a 2.ª A y 2.ª B, siendo sustituidos por los vencedores de dichas competiciones. Los dos segundos clasificados de segunda división se enfrentarán entre sí, y el vencedor jugará con el antepenúltimo clasificado de primera. El vencedor juega en la máxima categoría la siguiente temporada.
Además de la liga regular, la URBSFA organiza una Copa de Bélgica y la Supercopa de Bélgica.

### Equipos participantes 2006/2007
- Action 21 Charleroi
- Brussels United
- Carolo Futsal Frameries
- Forcom Antwerpen Elite
- FP Houthalen Genk
- Futsal Hasselt
- GDL Futsal Chatelet
- Junkies Euro Frameries
- Minicup Lommel
- Onu Seraing
- Paraske Bowl Morlanwelz
- RSD Edegem
- ZVC Borgerhout
- ZVK Wezel

### Palmarés
| Temporada | Campeón de Liga     | Campeón de Copa       |
| 2005-2006 | Action 21 Charleroi | Action 21 Charleroi   |
| 2004-2005 | Action 21 Charleroi | Action 21 Charleroi   |
| 2003-2004 | Action 21 Charleroi | Action 21 Charleroi   |
| 2002-2003 | Action 21 Charleroi | TLR Antwerpen         |
| 2001-2002 | Action 21 Charleroi | Kickers Charleroi     |
| 2000-2001 | Action 21 Charleroi | ZVC Berchem           |
| 1999-2000 | Action 21 Charleroi | TL Ranst              |
| 1998-1999 | ZVK St Truiden      | Ougrée Neupré Unis    |
| 1997-1998 | ZVK Ford Genk       | ZVK Eisden            |
| 1996-1997 | ZVK Ford Genk       | Ougrée Neupré Unis    |
| 1995-1996 | ZVK Ford Genk       | ZVK Ford Genk         |
| 1994-1995 | ZVK St Truiden      | ZVK Ford Genk         |
| 1993-1994 | ZVK Hasselt         | ZVK Ter Linde Mortsel |
| 1992-1993 | ZVK Hasselt         | ZVK St Truiden        |
| 1991-1992 | ZVK Hasselt         | -                     |

- Datos: Q3653657